# وليام فورست (ممثل)
وليام فورست (بالإنجليزية: William Forrest)‏ مواليد 10 أكتوبر 1902 في كامبريدج، الولايات المتحدة - الوفاة 26 يناير 1989 في سانتا مونيكا، الولايات المتحدة، هو ممثل أمريكي بدأ مسيرته الفنية سنة 1938. ظهر في قرابة 250 فيلما. امتدت مسيرته الفنية لأكثر من 39 عاما.

## الأعمال
- ديرينغ ينغ مان
- يانكي دودل داندي

## روابط خارجية
- وليام فورست على موقع IMDb (الإنجليزية)
- وليام فورست على موقع ألو سيني (الفرنسية)
- وليام فورست على موقع ميوزك برينز (الإنجليزية)
- وليام فورست على موقع أول موفي (الإنجليزية)
- وليام فورست على موقع قاعدة بيانات برودواي على الإنترنت (الإنجليزية)
- وليام فورست على موقع قاعدة بيانات الأفلام السويدية (السويدية)
- وليام فورست على موقع قاعدة بيانات الفيلم (الإنجليزية)
- وليام فورست على موقع كينوبويسك (الروسية)